# Montesquieu (Lot i Garonna)
Montesquieu – miejscowość i gmina we Francji, w regionie Nowa Akwitania, w departamencie Lot i Garonna.
Według danych na rok 1990 gminę zamieszkiwało 658 osób, a gęstość zaludnienia wynosiła 26 osób/km² (wśród 2290 gmin Akwitanii Montesquieu plasuje się na 602. miejscu pod względem liczby ludności, natomiast pod względem powierzchni na miejscu 366.).